# Big Boi
Антван Андре́ Паттон (англ. Antwan André Patton; род. 1 февраля 1975, Саванна), более известный под псевдонимом Big Boi — американский рэпер, композитор, музыкальный продюсер и актёр, наиболее известный как участник американского хип-хоп дуэта OutKast наряду с André 3000. В дуэте он отвечал за продюсирование всех шести студийных альбомов. Когда в работе дуэта была поставлена пауза, он и André 3000 анонсировали свои планы о выпуске собственных сольных альбомов. Сольный альбом Паттона Sir Lucious Left Foot: The Son of Chico Dusty вышел в июле 2010 года и, получив высокие оценки критиков, разошёлся солидным тиражом.

## Юность
Паттон родился и провёл часть своего детства в городе Саванна, штат Джорджия, где посещал высшую школу Herschel V. Jenkins. до своего переезда в Атланту вместе со своей тётей Ренне. В конечном счете он решил поддержать свой интерес к музыке в Tri-Cities High School, a Visual and Performing Arts Magnet School.

## Карьера

### OutKast
Антван выражал большой интерес к хип-хопу, когда познакомился с Андре́ «3000» Бенджамином во время учёбы в Tri Cities High School в начале 1990-х. Они создали группу OutKast, и подписали контракт с лейблом LaFace Records.
Паттон часто использовал свои стихи для критики тех проблем, которые существуют в афроамериканском обществе и мире. К примеру, трек «War» 2003 года был посвящён политике, проводимой администрацией Джорджа Буша (младшего) и войне против терроризма. А песня 2008 года «Sumthin’s Gotta Give», спетая вместе с Мэри Джей Блайдж, посвящена Америке и Бараку Обаме.

### Сольная работа
После выпуска четырёх успешных альбомов дуэта, участники OutKast решили сделать две сольных пластинки под маркой группы OutKast. André 3000 создал The Love Below, а Big Boi — Speakerboxxx. Оба альбома были выпущены в формате одного альбома — Speakerboxxx/The Love Below. Speakerboxxx была записаны в стиле, в котором выступала группа OutKast, а на The Love Below присутствовал более необычный репертуар, в то время как Андре́ 3000 в основном пел, а не читал рэп. По одной песне с каждого альбома было выпущено в сентябре 2003 года в качестве сингла.
Паттон выбрал композицию «The Way You Move», записанную при участии Sleepy Brown. Трек оказался в ротации на урбан радиостанциях, а впоследствии попал в поп-чарты, которые смог возглавить. Вторым синглом стала песня «Ghetto Musick», над которой работали оба участника группы OutKast.
В 2007 году, после выпуска седьмого альбома OutKast — Idlewild, Big Boi анонсировал свои планы по релизу собственного сольного альбома, который был назван Sir Lucious Left Foot: The Son of Chico Dusty. Первым промосинглом с готовящейся пластинки стал трек «Royal Flush», вышедший в 2007 году, в записи которого участвовали Raekwon и André 3000. В течение следующих лет релиз альбома откладывался, но выходили новый промо и видео синглы: «Shine Blockas», «For Yo Sorrows», «General Patton». Первым официальным синглом стала песня «Shutterbugg», записанная при участии Cutty, а вторым — «Follow Us», записанная при участии Vonnegutt. Альбом вышел 5 июля 2010 года. Sir Lucious Left Foot: The Son of Chico Dusty получил положительный отклик музыкальной прессы из-за инновационного звука, разнообразия музыкального стиля и лирику музыканта.
В июле 2010 года, Паттон дал интервью The Village Voice, где рассказал о работе над новой пластинкой — Daddy Fat Sax: Soul Funk Crusader, отметив, что на нём «возможно будет шесть песен». Релиз ожидался в конце 2011 года.
27 февраля 2011 года было объявлено, что Big Boi работает над совместным альбомом вместе с рэперами Майком Бигга и Pill. В тот же день Big Boi через свой аккаунт в Twitter рассказал о том, что будет микшировать альбом Майкa Бигга «PL3DGE».

## Личная жизнь
Андре женат на Шерлите Паттон, от которой у него есть двое детей: дочь Джордан и сын Кросс. От прошлых отношений у музыканта есть сын Bamboo.

## Дискография
- 2010: Sir Lucious Left Foot: The Son of Chico Dusty
- 2012: Vicious Lies and Dangerous Rumors
- 2017: Boomiverse

## Видеоигры
- 2007:  Def Jam: Icon — в роли самого себя